# La Piedra, Guanajuato
La Piedra är en ort i Mexiko.   Den ligger i kommunen Dolores Hidalgo och delstaten Guanajuato, i den centrala delen av landet, 270 km nordväst om huvudstaden Mexico City. La Piedra ligger 1 934 meter över havet och antalet invånare är 484.
Terrängen runt La Piedra är huvudsakligen en högslätt. La Piedra ligger nere i en dal. Runt La Piedra är det ganska tätbefolkat, med 67 invånare per kvadratkilometer. Närmaste större samhälle är Dolores Hidalgo, 19,0 km sydväst om La Piedra. Trakten runt La Piedra består till största delen av jordbruksmark.